# La guerra di Troia
La guerra di Troia (bra A Guerra de Troia) é um filme ítalo-franco-iugoslavo de 1961, dos gêneros aventura e épico com fundo lendário e histórico, dirigido por Giorgio Ferroni, roteirizado pelo diretor e Ugo Liberatore, com música de Mario Ammonini e Giovani Fusco.

## Sinopse
Troia se abala com a morte de Heitor, e sua liderança é assumida por Eneias que negocia uma trégua para se reorganizar, no lado grego Ulisses aceita e exige reféns e madeira.

## Elenco
- Steve Reeves ....... Eneias
- Juliette Mayniel ....... Creusa
- John Drew Barrymore ....... Ulisses
- Edy Vessel ....... Helena de Troia
- Lidia Alfonsi ....... Cassandra
- Warner Bentivegna ....... Páris
- Luciana Angiolillo ....... Andrômeda
- Arturo Dominici ....... Aquiles
- Mimmo Palmara ....... Ajax
- Nerio Bernardi ....... Agamemnon
- Nando Tamberlani ....... Menelaus
- Carlo Tamberlani ....... Príamo